# Plan Bâtiment durable
Le « plan Bâtiment durable » (PBD) est un plan[Quoi ?] lancé en janvier 2009 en France pour fédérer les acteurs du bâtiment et de l’immobilier autour d’objectifs ambitieux d’efficacité énergétique et environnementale du bâtiment. Sa mission est de mettre en œuvre des objectifs de la transition énergétique et environnementale dans le secteur du bâtiment.

## Gouvernance, fonctionnement
Le plan Bâtiment durable est présidé par Philippe Pelletier, à partir d'une concertation et coélaboration avec la filière du bâtiment aux niveaux national et régionaux. Il peut proposer des actions aux pouvoirs publics et s’appuie sur une mission rattaché à la Direction générale de l'Aménagement, du Logement et de la Nature (DGALN) du ministère de la Transition écologique et de la Cohésion des territoires. 
Le plan s’appuie sur des groupes de travail thématiques créés au fur et à mesure que des besoins de réflexion/proposition apparaissent. 
Plus d’une trentaine de groupes ont été ainsi mobilisés, dont sur les financements innovants, la l’obligation de rénovation énergétique dans le résidentiel, l’écoprêt à taux zéro, la garantie de performance énergétique, la prospective sur la législation relative au bâtiment responsable en 2020, la copropriété, le financement de la rénovation des logements privés, la rénovation du parc tertiaire, la biodiversité et le bâtiment, les énergies renouvelables appliquées au bâtiment, les bâtiments publics de l’état et des collectivités, la formation/filière "métiers de la croissance verte", la performance énergétique et la modélisation numérique du bâtiment, etc. Plus largement les thèmes abordés par le plan sont notamment :
- Les signes de qualité
- DPE et audit énergétique
- Smart Grids
- Gestion de la puissance
- Métropoles et bâtiment durable
- La GABC, Alliance mondiale pour les bâtiments et la construction
- Vivapolis (réseau français des acteurs publics et privés de la ville durable
- Législation et réglementation à mobiliser, simplifier ou améliorer
- Contrat de performance énergétique
- Immobilier et valeur verte
- Tiers-financement
- Aides à la rénovation et la lutte contre la précarité énergétique

## Productions
Le PBD, outre diverses publications issues des groupes de travail, colloques, etc. a notamment produit :
- une  Charte pour l’efficacité énergétique des bâtiments tertiaires publics et privés
- une  Charte de mobilisation pour la rénovation énergétique des copropriétés
- une  MOOC Bâtiment durable

## Financements
Ce plan doit mobiliser sur cinq ans plusieurs milliards d'euros venant : 
- des Certificats d'économies d'énergie (5 G€) ;
- de la Caisse des dépôts et consignations (3 G€);;
- du Grand plan d'investissement (1,8 G€) ;
- de l'ANAH (1,2 G€) ;
- du logement social (3 G€).

## PBD et économie circulaire
La feuille de route Économie circulaire lui donne, en lien avec l'Institut de l'économie circulaire, trois priorités :
- mieux gérer et valoriser les déchets du bâtiment, en améliorant leur collecte et de leur tri sur les chantiers, dans pour le réemploi ou recyclage, avec création éventuelle d'une REP (filière à responsabilité élargie des producteurs, en cours de réflexion) ;
- améliorer le "diagnostic déchet" (inventaire des ressources avant démolition),: le carnet numérique du bâtiment qui pourrait être lancé par la « Loi Elan » pourrait y contribuer et contribuer à faciliter « déconstruction durable » ;
- produire des guides techniques sur les matériels d'occasion et le maintien de leurs performances lors de leur réemploi, pour que les acteurs du bâtiment puissent, en toute confiance, réutiliser ces ressources[3].

## Plan de rénovation énergétique des bâtiments
Après trois mois de concertation, 600 contributions (à  90 % faites par des particuliers et 10 % par de professionnels), une mobilisation des collectivités et des échanges avec les fédérations professionnelles, les objectifs sont partagés : à la fois environnementaux et sociétaux, basés sur les économies d’énergie et la lutte contre la précarité. La communication portera aussi sur le confort, la valeur patrimoniale, les moments clefs de la vie des biens. Elle doit être portée par les Points Rénovation Info Service (PRIS) et les territoires. Entre rénovation globale (bouquet de travaux plus lourd mais très efficace) et rénovation par étapes successives, le plan ne tranche pas ; le choix entre ces deux solutions sera à évaluer au cas par cas. Le plan a aussi des souhaits en matières de data pour mieux cibler ses aides.
Besoin de confiance envers le Diagnostic de performance energétique (DPE), les labels, la compétence des professionnels et sur la validité de l'information sur les aides publiques.

## Bonus-malus des biens mis en location
Le bonus-malus des biens mis en location est l'une des pistes d'incitation à rénover pour les bailleurs. En 2018 l'inspection des finances étudie ce projet (qui nécessite ne mise à plat des relations complexes entre locataires et bailleurs quand il faut investir dans la rénovation énergétique

### Publications du PBD
- Rapports des groupes de travail
- Rapports d’activité(rapports d’étapes)
- Tableaux de bord